# Vida Sándor (jogász)
Vida Sándor (Budapest, 1924. június 6. – 2024. február 29.) magyar jogász, az állam- és jogtudományok doktora (MTA, 1983) , az egyik legjelentősebb magyar szakíró az iparjogvédelem, főleg a védjegyjog területén.

## Pályafutása
Budapesten az ELTE-n szerzett jogi diplomát. 1950-ben letette az egységes bírói és ügyvédi vizsgát. Ezután néhány évig ügyvédként dolgozott majd jogtanácsos. Az 1950-es évek végétől 20 évig a Kohó- és Gépipari Minisztérium Jogi osztályán dolgozott.
1962-ben jelent meg a „A védjegy és az ipari termékek értékesítése” című monográfiája, amely az első nagyobb terjedelmű mű volt a második világháború után szinte teljesen megszűnt magyar védjegyjogi irodalomban. 1969-ben kapta meg az állam- és jogtudományok kandidátusa, majd – "Védjegy és vállalat" című könyve alapján – 1983-ban az állam- és jogtudományok doktora címet.
Az 1970-es évek végétől a Danubia Szabadalmi és Jogi Iroda Kft. jogtanácsosaként dolgozott. Az 1995. évi szabadalmi törvény előkészítésére létrehívott Kodifikációs Bizottság elnöke. Az 1997. évi védjegytörvény előkészítésében mint az Igazságügyi Minisztérium szakértője vesz részt.
Egyetemeken és főiskolákon évtizedeken át rendszeresen tartott előadásokat bel- és külföldön (Strasbourgi Egyetem, Budapesti Műszaki Egyetem, Miskolci Egyetem stb.).

## Társadalmi tevékenysége
- Magyar Iparjogvédelmi Egyesület (ma: Magyar Iparjogvédelmi és Szerzői Jogi Egyesület), alapító tag, 15 évig főtitkárhelyettes
- AIPPI (nemzetközi iparjogvédelmi egyesület) Magyar Csoportja, alapító tag, 20 évig alelnök
- Magyar Versenyjogi Egyesület alapító tag, elnök, jelenleg tiszteletbeli elnök
- Magyar Védjegy Egyesület, alapító és elnökségi tag

## Művei

### Monográfiák, felsőoktatási jegyzetek
1. A védjegy és az ipari termékek értékesítése. KJK Budapest, 1962
2. Les contrats de licence en droit socialiste. LITEC, Paris, 1978
3. Külföldi szabadalmi és védjegyjog. (Szerkesztő és társszerző), BME Továbbképző Intézet, Budapest, 1978
4. Védjegyoltalom Franciaországban. BFMTTK, Budapest, 1981
5. Trademarks in Developing Countries. Akadémiai Kiadó, Budapest, 1981
6. Védjegy és vállalat. KJK, Budapest, 1982
7. Védjegy a fejlődő országokban. BME Továbbképző Intézet, Budapest, 1985
8. A védjegy pszichológiai és jogi megközelítésben. Akadémia Kiadó, Budapest, 1985
9. Találmányok. Szabadalmak /Gazda Istvánnal és Kövesdi Dezsővel együtt/ KJK, Budapest (7. – utolsó – kiadás), 1985
10. Das Warenzeichen in der Wirtschaft der sozialistischen Länder. Heymanns, Köln – Berlin – Bonn – München, 1987
11. La preuve par sondage en matiere des signes distinctifs. LITEC, Párizs, 1992
12. Ungarisches Patentrecht /Kowal – Wolkkal és Hegyivel együtt/ Heymanns, Köln – Berlin – Bonn – München, 2001
13. Az Európai Bíróság védjegyjogi gyakorlata. Novotni Alapítvány a „Magánjog fejlesztéséért”, Miskolc, 2006 I. köt.; II. köt. 2010.; III. köt. 2015
14. A védjegytörvény magyarázata / Szerk.: Faludi Gábor – Lukácsi Péter / Függelék. Budapest, 2014

## Fontosabb cikkei
1. Néhány gondolat védjegyjogunk reformjához. Magyar Jog, 1969
2. Védjegyjogunk újjászületéséről. JTK, 1971
3. Das Warenzeichenrecht in Ungarn. WGO Monatshefte für Osteuropäisches Recht, 1972
4. Védjegylicencia a KGST országokban. Szabadalmi Közlöny, 78. évf. 1973. 8. sz. 615-619. old.
5. The New Hungarian Trademark Act. The American Journal of Comparative Law, 1974
6. L’obligation de l’usage de la marque en droit socialiste. In: Mélanges Bastian. Párizs, 1974
7. Védjegy törvény-minta a fejlődő országok számára. Jogtudományi Közlöny, 1975
8. Védjegy a fejlődő országokban. Gazdaság és Jogtudomány IX. kötet (1975) Franciául: Revue de droit intellectuel, 1976
9. Effect of Economic Development on Trademark Law: the Japanese Example. AIPPI Proceedings (Hungary), 1976
10. Gondolatok a védjegyek használatával kapcsolatos kérdések nemzetközi szabályozásához. MIE Közleményei 15. szám (1977)
11. A védjegylicencia gazdasági jelentősége. In: Védjegyjog, védjegygazdaság, védjegyművészet. Magyar Kereskedelmi Kamara, Budapest, 1979
12. A védjegy átruházása. MIE Közleményei, 19. szám (1979)
13. Marque, notoriété, image. (B. Cathélat-tal együtt). Humanisme et entreprise, 1979
14. Utal-e a védjegy a vállalatra? Jogtudományi Közlöny, 1979
15. Kooperáció és védjegylicencia. Újítók Lapja, 1979
16. Szerződésszegés védjegylicencia esetén. Magyar Jog, 1979
17. Fogyasztói érdekvédelem és védjegyjog. Magyar Jog, 1980
18. A védjegy a jog és a pszichológia metszőpontjában. Jogtudományi Közlöny, 1980. 1. sz. 32-38. o.
19. Une approche psychologique de la jurisprudence française en matière d’imitation de marque. Revue de la propriété industrielle et artistique, 1980
20. A közvélemény-kutatás az NSZK versenyjogi ítélkezésében. Újítók Lapja 1980. 11. sz.
21. Védjegyoltalom a svájci jogban. I. és II. rész. Újítók Lapja, 1981
22. Consumer Protection and Trademark Right. AIPPI Proceedings (Hungary), 1983
23. Nemleges megállapítási eljárás védjegyügyekben. Újítók Lapja, 1983. 3. sz.
24. Obligation of Trademark Use in Hungary. AIPPI Proceedings (Hungary), 1984
25. Nemzetközi trendek hatása a magyar védjegyjogra. Szabadalmi Közlöny és Védjegyértesítő. 1990. 10. sz. 5. sz. Melléklet
26. Jogszavatosság a nemzetközi adásvételnél: harmadik személy szabadalmába, védjegyébe ütköző áru szállítása. Külgazdaság. Jogi Melléklet. 1993. 3. szám. Franciául: Revue trimestrielle de droit commercial et de droit économique. 1994. 1. sz.
27. A védjegybitorlás elkövetésének motivációja. Magyar Jog, 1994. 5. szám
28. Conflicting interests in Trademark Cancellation Procedures in Hungary. IIC (International Intellectual Property), 1994. 5. szám
29. Die Ermittlung der Verkehrsauffassung in Ungarn. GRUR Int, 1996. 4. szám
30. Bírósági végrehajtás eszmei javakra. Magyar Jog, 1996. 7. szám. Németül: Jahrbuch des Internationalen Zivilprozessrechts. Köln, 1997
31. L’harmonisation du droit des marques en République Tcheque et en Hongrie avec le droit européen. Mélanges Burst, Párizs, 1997
32. Psychological Element in Trademark Infringement – Court Practice in France. The Trademark Reporter, 1999 July-August
33. A magyar védjegy- és versenyjog az EU-jogharmonizáció tükrében. In: Bérczi Emlékkönyv. Szeged, 2000
34. Unbefugter Imagetransfer. Werbeforschung Praxis, 2001, 2. szám
35. Die Anpassung des ungarischen Marken und Wettbewerbsrecht an das Europarecht. WiRO (Wirtschaft und Recht in Osteuropa), 2001. 6. szám
36. A védjegyügyekben hozott határozatok bírósági felülvizsgálata. In: A bírósági nemperes eljárások magyarázata. KJK, Budapest, 2002
37. Imitation of Pick Salami’s Package. AIPPI Proceedings (Hungary), 2003
38. Viszontkereset, illetve annak korlátai közösségi védjegy bitorlása miatti eljárásban. Védjegyvilág, 2005. 1-2. szám
39. Imitation of Distinctive Signs: Trademark Law and/or Competition Law? AIPPI Proceedings (Hungary), 2004
40. Védjegyek degenerálódása. In: Boytha György emlékkönyv. ELTE Budapest, 2004
41. Der Einfluss der Rechtsprechung des EuGH auf das französische Markenrecht. GRUR Int. 2005, 1. szám
42. EU Erweiterung und Markenrecht /Knaak-kal együtt/ GRUR Int. 2005, 11. szám
43. Advertising and the Children. AIPPI Proceedings (Hungary), 2006
44. Ideiglenes intézkedés védjegyügyekben. In: Gáspárdy emlékkönyv. HVG-Orac, Budapest, 2007
45. The impact of the practice of the European Court of Justice and the Hungarian trademark law. Hungarian Trademark News, 2007
46. A védjegy "tényleges használata" az Európai Bíróság gyakorlatában. Iparjogvédelmi és Szerzői Jogi Szemle, 2007, 2. szám
47. A reklám és a gyermek az EK és néhány tagállam jogában. In: Tisztességtelen verseny – fogyasztóvédelem. MTA Jogtud. Int. Budapest, 2007
48. Die rechtlichen Grenzen der Werbung gegenüber Kindern im schwedischen Lauterskeit- und Medienrecht. WRP (Wettbewerb in Recht und Praxis) 2007. 2. szám
49. Olimpiai jelképek védelme. Iparjogvédelmi és Szerzői Jogi Szemle 2008. 4. szám
50. Interim Injunction for Trademark Infringement. AIPPI Proceedings (Hungary), 2007–2008
51. A rosszhiszeműség kérdése az Európai Bíróság előtt. Iparjogvédelmi és Szerzői Jogi Szemle, 2009
52. Újracsomagolási variációk: Az importőr védjegyének társítása vagy a gyártó védjegyének letakarása. Iparjogvédelmi és Szerzői Jogi Szemle 2009
53. Reklámmondat védjegykénti lajstromozása. Iparjogvédelmi és Szerzői Jogi Szemle, 2010, 5. szám
54. A Google ítélet franciaországi visszhangja. Iparjogvédelmi és Szerzői Jogi Szemle, 2010, 6. szám
55. The Impact of judgments of the European Court of Justice on the Hungarian Trademark Law. AIPPI Proceedings (Hungary), 2010
56. Protection of trademark families in Hungary. Hungarian Trademark News, 2010
57. Védjegytörlési kérelem érdekeltség hiányában. Az Európai Bíróság ítélete. Iparjogvédelmi és Szerzői Jogi Szemle, 2011, 2. szám
58. Védjegyes importáru forgalmazásának megelőzése – Az Európai Bíróság határozata. Iparjogvédelmi és Szerzői Jogi Szemle, 2011, 3. szám
59. Trademark Infringement by Domain Name Registrars. Acta Juridica Hungarica 2011, 4. szám
60. Lauterkeitsrecht (Ungarn). In Lauterkeitsrecht in Europa. München, Sellier, 2011
61. Védjegyek és védjegyügyek 1945 és 1969 között. Iparjogvédelmi és Szerzői Jogi Szemle, 2011, 5. szám
62. Védjegyhasználat nonprofit tevékenységnél: Radetzky. Iparjogvédelmi és Szerzői Jogi Szemle, 2011, 6. szám
63. Lefoglalható-e a hamisított tranzitáru? Iparjogvédelmi és Szerzői Jogi Szemle, 2012, 3. szám
64. A magyarországi védjegyoltalom története. Iparjogvédelmi és Szerzői Jogi Szemle, 2012, 4. szám
65. Indokolási kötelezettség a korábbi gyakorlattól való eltérés esetén? Az EU Bíróságának határozata. Iparjogvédelmi és Szerzői Jogi Szemle, 2012, 6. szám
66. "Precedensek" az EU Bíróság gyakorlatában. Jogtudományi Közlöny 2013, 2. szám
67. Analogies in the Case Law of the EU Court of Justice. Acta Juridica Hungarica, 2013, 2. szám
68. Az EU Bíróságának előzetes döntése használati minta ügyben. Tattay Emlékkönyv. Budapest, 2014
69. Mikor nincs jogkimerülés? Iparjogvédelmi és Szerzői Jogi Szemle, 2014. október
70. Immaterialgüter- und Wettbewerbsrechtliche Bestimmungen im ungarischen Strafgesetzbuch von 2012. GRUR Int. 2014, 4. szám
71. Recent Trademark Cases. Hungarian Trademark News, 2014
72. Védjegyoltalom emberi jogi eszközökkel. Jogtudományi Közlöny 2015. 10. szám. Németül: Festschrift Kessler, Hamburg 2015. Angolul: Acta Juridica Hungarica 2015, 4. szám
73. A védjegy megkülönböztető képességének sérelme. Iparjogvédelmi és Szerzői Jogi Szemle 10. (120.) évfolyam 1. szám , 2015. február
74. A védjegy tényleges használatának követelménye. Iparjogvédelmi és Szerzői Jogi Szemle 2015, június
75. Emberi jogok és védjegyek. Iparjogvédelmi és Szerzői Jogi Szemle 2015, augusztus
76. Földrajzi árujelző és védjegy: CASTEL. Iparjogvédelmi és Szerzői Jogi Szemle 2015, december
77. Térbeli védjegy érvénytelenítése – az INTA beavatkozása, 2015
78. A közösségi védjegy más tagállamban fennálló jóhírnevének hatása Magyarországon: IMPULSE. Iparjogvédelmi és Szerzői Jogi Szemle 2016, február
79. A Magyar Védjegy Egyesület 25 éve. Védjegyvilág. 25. évi jubileumi különszám [2016] 9-17. old.
80. Protection of a reputed mark, 2022

## Díjai, kitüntetései
- AIPPI Award of Merit (1997)
- Magyar Védjegykultúráért emlékérem (2000)
- Jedlik Ányos-díj (2002)